# Srovnávací herbář
Srovnávací herbář je druh herbáře, podle kterého lze ověřit novou herbářovou položku. To znamená, že obsahuje herbářové položky, které jsou nomenklatorickým typem nebo jsou jeho položky velmi důkladně určeny specialisty. V minulosti byl na dnešním území ČR srovnávacím herbářem Výměnný ústav pro výměnu herbářových položek, dnes jsou to herbář Národního muzea a Univerzity Karlovy.